# Саут-Грінфілд (Міссурі)
Саут-Грінфілд (англ. South Greenfield) — селище (англ. village) в США, в окрузі Дейд штату Міссурі. Населення — 122 особи (2020).

## Географія
Саут-Грінфілд розташований за координатами 37°22′30″ пн. ш. 93°50′35″ зх. д. / 37.37500° пн. ш. 93.84306° зх. д. (37.374869, -93.842952).  За даними Бюро перепису населення США в 2010 році селище мало площу 0,42 км², з яких 0,42 км² — суходіл та 0,00 км² — водойми.

## Демографія
Згідно з переписом 2010 року, у селищі мешкало 90 осіб у 40 домогосподарствах у складі 26 родин. Густота населення становила 213 особи/км².  Було 46 помешкань (109/км²).
Расовий склад населення:
| - 96,7 % — білих - 3,3 % — корінних американців |

До двох чи більше рас належало 0,0 %. Частка іспаномовних становила 0,0 % від усіх жителів.
За віковим діапазоном населення розподілялося таким чином: 24,4 % — особи молодші 18 років, 57,8 % — особи у віці 18—64 років, 17,8 % — особи у віці 65 років та старші. Медіана віку мешканця становила 41,5 року. На 100 осіб жіночої статі у селищі припадало 87,5 чоловіків;  на 100 жінок у віці від 18 років та старших — 78,9 чоловіків також старших 18 років.
За межею бідності перебувало 59,1 % осіб, у тому числі 90,0 % дітей у віці до 18 років та 0,0 % осіб у віці 65 років та старших.
Цивільне працевлаштоване населення становило 32 особи. Основні галузі зайнятості: роздрібна торгівля — 28,1 %, виробництво — 25,0 %, транспорт — 12,5 %, мистецтво, розваги та відпочинок — 12,5 %.